# Каламандрана
Каламандрана (итал. Calamandrana) је насеље у Италији у округу Асти, региону Пијемонт.
Према процени из 2011. у насељу је живело 815 становника. Насеље се налази на надморској висини од 153 м.

## Становништво
| 1936. | 1951. | 1961. | 1971. | 1981. | 1991. | 2001. | 2011. |
| ----- | ----- | ----- | ----- | ----- | ----- | ----- | ----- |
| 2.102 | 1.885 | 1.746 | 1.425 | 1.478 | 1.459 | 1.563 | 1.784 |